# Bożił Kolew
Bożił Najdenow Kolew (bułg. Божил Найденов Колев, ur. 12 stycznia 1949 w Conewie) – bułgarski piłkarz grający na pozycji pomocnika. W swojej karierze rozegrał 60 meczów w reprezentacji Bułgarii, w których strzelił 8 goli.

## Kariera klubowa
Swoją karierę piłkarską Kolew rozpoczął w klubie Czerno More Warna. W 1967 roku awansował do kadry pierwszego zespołu i w sezonie 1967/1968 zadebiutował w nim w rozgrywkach pierwszej ligi bułgarskiej. Występował w nim do końca sezonu 1969/1970.
Latem 1970 roku Kolew przeszedł z Czerno More do CSKA Sofia. W CSKA występował do 1979 roku. Z klubem tym pięciokrotnie wywalczył tytuł mistrza Bułgarii w latach 1971, 1972, 1973, 1975 oraz 1976.
W 1979 roku Kolew wrócił do Czerno More Warna. Grał w nim do końca sezonu 1980/1981, a w sezonie 1981/1982 był zawodnikiem cypryjskiej Omonii Nikozja. Wraz z Omonią wywalczył dublet w 1982 roku – mistrzostwo i Puchar Cypru. Po tym sukcesie zakończył karierę sportową.

## Kariera reprezentacyjna
W reprezentacji Bułgarii Kolew zadebiutował 28 grudnia 1969 roku w przegranym 0:3 towarzyskim meczu z Marokiem. W 1974 roku został powołany do kadry na Mistrzostwa Świata w RFN. Na tym turnieju był podstawowym zawodnikiem i rozegrał trzy mecze: ze Szwecją (0:0), z Urugwajem (1:1) i z Holandią (1:4). Od 1969 do 1978 roku rozegrał w kadrze narodowej 60 meczów i strzelił w nich 8 goli.